# Sertularella hermanosensis
Sertularella hermanosensis is een hydroïdpoliepensoort uit de familie van de Sertulariidae. De wetenschappelijke naam van de soort is voor het eerst geldig gepubliceerd in 2012 door El Beshbeeshy.